# María Lastenia del Pino Rodríguez
Pour les articles homonymes, voir Pino (homonymie) et Rodríguez.
María Lastenia del Pino Rodríguez, née en 1900 à Santa Cruz de Tenerife, dans les Îles Canaries, et morte dans cette même ville en 1916, est une jeune adolescente espagnole morte prématurément de tuberculose, devenue iconique dans l'histoire de Tenerife.
Première personne inhumée au cimetière de Santa Lastenia de Santa Cruz de Tenerife, elle est notamment célèbre pour avoir donné son nom à ce cimetière monumental, haut lieu de la mémoire canarienne.

## Biographie
De son nom complet de María Lastenia de la Concepción del Pino Rodríguez, elle naît dans l'année 1900. Le bébé est abandonné et reclus dans la maternité de la ville de Santa Cruz de Tenerife.  
A l'âge de trois ans, elle est adoptée un couple canarien : Francisco del Pino Cruz et Josefa Rodríguez.
La petite fille vit alors dans sa famille adoptive au n°3 de la calle de la Salud (en français : rue de la Santé - cette adresse est devenue ironique dans l'histoire de la jeune María), dans le quartier d'El Toscal de Santa Cruz de Tenerife. Suivie par le docteur Pisaca, elle décède à l'âge de seize ans de tuberculose.
Le 27 janvier 1916, elle est la première à être inhumée dans le nouveau cimetière de la ville, qui porte désormais son nom : le cimetière de Santa Lastenia.
Elle est enterrée dans une sépulture de marbre blanc, surmontée d'une croix entourée de deux anges. Sa tombe, plusieurs fois déplacée au fil de l'histoire, est située depuis 1976, et définitivement, près de l'entrée du cimetière, sur le Paseo de Santa Lastenia (en français : Promenade de Santa Lastenia), allée nommée en sa mémoire.
Symbolique de la mort précoce d'un enfant, sa sépulture devient légendaire au fil des décennies. Malgré le fait qu'aucun parent direct ne soit connu, la sépulture de María est régulièrement, de nos jours, entretenue par la ville de Santa Cruz et ornée de fleurs par le public. Elle demeure aujourd'hui l'un des grands lieux de mémoire, y compris touristique, de l'île de Tenerife.